# Stravaganza
Stravaganza is een young adult boekenserie geschreven door de Britse auteur Mary Hoffman. De verhalen spelen zich af in Islington, een wijk van Londen, en een aantal steden in het fictieve Talia. Het Italië van de renaissance staat voor deze fictieve wereld. Stravaganza zou oorspronkelijk een trilogie worden (bestaande uit Stad van Maskers, Stad van Sterren en Stad van Bloemen), maar door het grote succes besloot Hoffman om er nog drie delen aan toe te voegen: Stad van Geheimen, Stad van Schepen en Stad van Zwaarden. De reeks werd afgesloten in Engeland in de zomer van 2012 en in Nederland en België in januari 2013. De Nederlandse vertaling is verzorgd door Annelies Jorna.

## Inhoud
Naast onze wereld is er nog een parallelle wereld, die echter zo'n 450 jaar achterloopt op de onze. Een speciaal genootschap van stravaganti (opgericht door Engelsman dr. William Dethridge nadat hij in de parallelle wereld strandde) reist tussen Talia, dat sterk lijkt op ons zestiende-eeuwse Italië, en Engeland in onze wereld. Om van de ene naar de andere wereld te reizen heeft elke stravagante een persoonlijke talisman. Een aantal Londense jongeren van de Barnsbury-school uit onze tijd krijgen bij toeval een talisman in handen en reizen in hun slaap naar verschillende steden in Talia. Daar komen ze voor grote gevaren te staan. De familie Di Chimici, van oudsher de grote vijand van de stravaganti, wil het geheim van het stravageren achterhalen om zo hun macht en rijkdom nog verder uit te breiden. Hiervoor gaan ze spionage, complotten en moord niet uit de weg. De stravaganti uit onze wereld moeten hun Taliaanse vrienden zien te helpen, maar tegelijkertijd voorkomen dat hun geheim in de handen van de Chimici's valt.

## Boeken, steden en stravaganti
| Deel   | Nederlandse titel | Originele titel | Taliaanse stad | Italiaans equivalent | Hoofdpersoon      | Publicatiedatum |
| ------ | ----------------- | --------------- | -------------- | -------------------- | ----------------- | --------------- |
| Deel 1 | Stad van Maskers  | City of Masks   | Bellezza       | Venetië              | Lucien Mulholland | 2003            |
| Deel 2 | Stad van Sterren  | City of Stars   | Remora         | Siena                | Georgia O'Grady   | 2004            |
| Deel 3 | Stad van Bloemen  | City of Flowers | Giglia         | Florence             | Sky Meadows       | 2006            |
| Deel 4 | Stad van Geheimen | City of Secrets | Padavia        | Padua                | Matt Wood         | 2009            |
| Deel 5 | Stad van Schepen  | City of Ships   | Classe         | Ravenna              | Isabel Evans      | 2011            |
| Deel 6 | Stad van Zwaarden | City of Swords  | Fortezza       | Lucca                | Laura Reid        | 2013            |

Padavia heet in Talia niet "Stad van Geheimen", maar "Stad van Woorden".

## Boeken

### Stad van Maskers(City of Masks)
Lucien Mulholland, een tiener die herstellende is van chemotherapie die hij moest ondergaan vanwege een hersentumor, krijgt van zijn vader een gemarmerd notitieboek waar hij in kan schrijven wanneer zijn keel pijn doet door de chemo. Wanneer hij in slaap valt met het boek in zijn handen, wordt hij wakker in het betoverende Bellezza, een Venetië-achtige stad in Talia (dat sterk lijkt op het Italië van de renaissance). De stad wordt geregeerd door de mooie en machtige duchessa. Hier ontmoet Lucien de avontuurlijke Arianna Gasparini en de mysterieuze Rodolfo Rossi. Rodolfo is een stravagante, een geheime reiziger tussen zijn wereld en die van Lucien. Stravaganti maken gebruik van talismannen (een voorwerp uit de andere wereld) om hun reizen te kunnen maken. Maar hoewel Bellezza een prachtige stad is, ligt er ook gevaar op de loer, vooral voor degenen in de omgeving van de duchessa.

### Stad van Sterren(City of Stars)
Georgia O'Grady wordt regelmatig gepest door Russell, haar stiefbroer. Haar enige ontsnappingsmogelijkheid is paardrijden. Wanneer Georgia in slaap valt met een beeldje van een gevleugeld paard in haar hand, wordt ze wakker in een stal in Remora (de Taliaanse variant van Siena), een stad verdeeld in twaalf secties aan de hand van de tekens van de dierenriem. Hier ontmoet ze de familie Montalbani, bestaande uit onder andere stalmeester Paolo en zijn zoon Cesare. Paolo is een stravagante, net als Rodolfo, en vertelt Georgia (die voor een jongen wordt aangezien en Giorgio wordt genoemd) dat ze op een zeer bijzonder tijdstip is gekomen: een paardenrace bekend als de Stellata (die sterke gelijkenissen met onze Palio di Siena vertoont) is in aantocht. Het twaalfde van de Ram, verbonden aan Bellezza en waarin de Montalbani's wonen, hebben al vijfentwintig jaar niet meer gewonnen. Ze hopen dat de geboorte van een zeldzaam gevleugeld paard hun het geluk zal brengen dat ze nodig hebben.

De Chimici's, de antagonisten van het eerste boek, willen dat de Ram verliest. Ze willen Arianna, de nieuwe duchessa van Bellezza, ervan overtuigen zich bij hen aan te sluiten door te trouwen met Gaetano de Chimici, de niet erg knappe maar aardige derde zoon van het hoofd van de familie: hertog Niccolo di Chimici. Gaetano is bereid naar zijn vader te luisteren, maar besteedt zijn tijd liever aan studeren en het zorgen voor zijn jongere broer Falco, die door een ongeluk met een paard kreupel is geworden.

Lucien, de hoofdpersoon van het eerste boek, is nu een bewoner van Bellezza en staat bekend als Luciano. Andere personages uit het eerste boek, zoals Arianna, Rodolfo en Silvia (de voormalige duchessa) komen ook terug.

### Stad van Bloemen(City of Flowers)
Sky Meadows, een tiener wiens moeder herstellende is van CVS, is verlegen en teruggetrokken. Hij heeft het gevoel dat hij zijn moeder moet beschermen, en durft het meisje op wie hij een oogje heeft niets te vertellen. Dit komt gedeeltelijk door haar vrienden: een meisje met haar gestreept als een tijger, en een jongen die de schermkampioen van de school is. Dit alles verandert wanneer Sky een parfumflesje vindt en in slaap valt met het flesje in zijn hand. Hij wordt wakker in Giglia (de Taliaanse versie van Florence), waar de abt-apotheker en stravagante broeder Sulien op hem wacht. Sky, in Talia bekend als novice Celestino Pascoli, bevindt zich plotseling in een wereld vol kunst en intrige terwijl de Chimici's zich voorbereiden op vier huwelijken. Bellezza's jonge duchessa raakt wederom betrokken als zij uitgenodigd wordt door Gaetano di Chimici, een van de bruidegoms en een vriend van Arianna. Ze komt ook naar Giglia vanwege een beeld dat van haar gemaakt wordt door Giuditta Miele, een befaamde kunstenares en stravagante. Ondertussen bereikt de rivaliteit tussen de families Di Chimici en Nucci een hoogtepunt.

Luciano, Arianna, Georgia, Falco di Chimici (nu Nick Hertog, geadopteerde zoon van de Mulhollands) en andere belangrijke personages uit eerdere boeken keren terug.

### Stad van Geheimen(City of Secrets)
In Stad van Geheimen gaat het verhaal van Luciano en Arianna verder: Luciano gaat studeren in Padavia, de Taliaanse variant van Padua. Nog een stravagante uit de moderne wereld verschijnt: de dyslectische maar extreem intelligente Matt, wiens talisman een boek is. Matt verschijnt in het scriptorium van de Universiteit van Padavia, waar hij Constantin ontmoet, een professor in de retorica en tevens stravagante.

Tijdens zijn bezoekjes aan de stad ontmoet Matt Luciano, die aan de universiteit studeert, en Arianna, die Luciano bezoekt in haar vermomming als jongen. Maar Matts onzekerheid omtrent zijn dyslexie beperkt hem, en zijn ontdekking van andere stravaganti in zijn eigen wereld zorgen voor meer problemen dan hij aankan.

Ondertussen gaan de Chimici's door met hun pogingen Noord-Talia te verenigen onder hun bewind. Ze overtuigen de heerser van Padavia ervan nieuwe regels tegen occulte praktijken in te stellen, zodat stravaganti gemakkelijker opgespoord kunnen worden. Zowel Matt als Luciano, die veel van de Chimici's te vrezen heeft na de dood van Hertog Niccolo, zijn in gevaar.

### Stad van Schepen(City of Ships)
Isabel Evans, bijgenaamd Bel, is tien minuten jonger dan haar tweelingbroer Charlie en staat al haar hele leven in zijn schaduw. Charlie is getalenteerder in alles wat hij doet en is ook een aardige jongen met veel vrienden. Isabel probeert zo min mogelijk aandacht te trekken en concentreert zich op haar enige unieke talent: kunst. Maar wanneer ze met behulp van een zakje mozaïek afreist naar Classe, de Taliaanse versie van Ravenna, komt ze terecht in een wereld van handelaars, piraten en mozaïeken. Terwijl de stad zich voorbereidt op een aanval vanuit het oosten, komt Isabel erachter dat ze een cruciaal onderdeel is van de verdediging van de stad. Ze grijpt de kans om eindelijk haar ware kracht te vinden en indruk te maken op haar broer.

Alle eerdere stravaganti komen voor in dit boek, net als diverse leden van de familie Di Chimici en bijpersonages uit Engeland en Talia.

### Stad van Zwaarden(City of Swords)
Laura, de beste vriendin van Isabel, is ongelukkig en heeft haar toevlucht genomen tot zelfverwonding. Maar Laura is een stravagante, iemand die kan reizen door tijd en ruimte. Wanneer ze haar talisman, een kleine zilveren dolk, vindt, stravageert ze ermee naar Fortezza, een stad die lijkt op Lucca in Italië. Ze ontmoet haar stravagante, een zwaardsmid. Maar Laura ontmoet ook de charmante en aantrekkelijke Ludo, en valt voor hem. Hun liefde voor elkaar wordt echter getest wanneer Ludo de kroon van Fortezza opeist en Laura vecht aan de kant van de stravaganti, zijn tegenstanders.

## Personages
De personages zijn georganiseerd aan de hand van hun geografische associatie.

### Bellezza
Lucien Mulholland (Luciano Crinamorte)
Het hoofdpersonage in boek 1 en komt ook terug in de andere boeken. Op vijftienjarige leeftijd stravageert hij voor het eerst naar Talia, en als hij in zijn eigen wereld sterft wordt hij een permanent inwoner van Bellezza. Luciano is een goede vriend van Arianna en in boek 3 verloven zij zich. Hij is de pleegzoon van dr. William Dethridge (Guglielmo Crinamorte) en Leonora Gasparini, en de leerling van Rodolfo Rossi. In Stad van Bloemen doodt Lucien groothertog Niccolo in een duel om Arianna. In boek 4 ziet hij zijn ouders terug wanneer hij naar Londen moet. Aan het einde van het laatste boek trouwt hij eindelijk met Arianna. Zijn eerste talisman, die hij gebruikt om van zijn eigen wereld naar Talia te reizen, is een gemarmerd boek uit Bellezza. Na Luciens dood in Engeland is zijn talisman een witte roos gevat in hars. Op de Corteo-kaarten staat hij afgebeeld als de Prins der Vissen, en als een van de Geliefden. Lucien heeft donker, krullend haar.
Arianna Gasparini (Arianna Rossi)
De dochter van senator Rodolfo Rossi en Silvia Bellini, voormalig duchessa van Bellezza. Zij is de eerste Taliaan die Lucien ontmoet. Arianna is opgegroeid op Torrone, een van de eilanden in de lagune, maar heeft altijd een grote voorliefde voor Bellezza gehad. Ze is van plan mandolier te worden, een carrière normaal gesproken alleen weggelegd voor jonge, knappe mannen. Ze is gedwongen haar plan te vergeten als ze Lucien tijdens zijn eerste bezoek aan Talia tegenkomt en zijn leven moet redden. De twee worden al snel vrienden en Arianna werpt zich op als Luciens gids in Bellezza. Arianna ontdekt dat haar moeder in feite de duchessa van Bellezza is en dat ze is opgevoed door haar tante, Silvia's zus. Rodolfo blijkt haar vader te zijn. Na de 'moord' op haar moeder (in feite geënsceneerd nadat Silvia op de hoogte kwam van het complot) volgt Arianna haar op als duchessa. Aan het einde van de reeks trouwt ze met Luciano. Arianna heeft twee oudere broers (die dus eigenlijk haar neven zijn). Ze heeft opvallende, violetkleurige ogen en bruin, krullend haar. Ze is de Prinses der Vissen en de andere Geliefde op de Corteo-kaarten.
Rodolfo Rossi
Senator en regent van Bellezza, echtgenoot van Silvia Bellini, adviseur van zijn dochter Arianna en mentor/leraar van Lucien. Tevens is hij wetenschapper en stravagante. In Stad van Maskers trouwt hij in het geheim met Silvia, hoewel de lezer hier pas later achter komt. Later ontdekt hij dat Arianna zijn dochter is. In Stad van Bloemen trouwt hij opnieuw met Silvia, dit keer in het openbaar, zodat zij zich weer in Bellezza kan vertonen. Rodolfo heeft twee oudere broers, Egidio en Fiorentino. Op de Corteo-kaarten is Rodolfo de Magiër. Hij wordt vaak beschreven in zwart fluweel en heeft zilvergrijs haar en zwarte ogen.
Silvia Bellini (Silvia Rossi)
De moeder van Arianna, geliefde van Rodolfo en voormalig duchessa van Bellezza. In boek 1 trouwt ze met Rodolfo en vertelt hem over hun dochter Arianna. Na haar geënsceneerde dood trekt ze zich als rijke weduwe terug in Padavia. Als duchessa staat Silvia bekend om haar eigenzinnige manier van regeren en haar vereenzelviging met 'haar' stad Bellezza. Net als haar dochter Arianna heeft Silvia violetkleurige ogen. In boek 1 is ze in het geheim met Rodolfo getrouwd; in boek 3 hertrouwen ze in het openbaar. Uiteindelijk besluit Silvia in het zesde boek om de Bellezzianen te vertellen wie zij werkelijk is.
William Dethridge (Guglielmo Crinamorte)
De eerste stravagante uit onze wereld. Zijn stravagatie was het resultaat van een mislukt alchemistisch experiment in zijn zestiende-eeuwse laboratorium, waar hij goud probeerde te maken van een aantal mineralen. De talisman van dr. Dethridge, een schaal, is alleen in Talia van puur goud, wat daar niet veel waard is. Het is de enige talisman die van substantie verandert. Oorspronkelijk stravageerde dr. Dethridge tussen Londen en Bellona (Bologna). Na zijn transformatie verhuisde hij naar Montemurato (Monteriggioni) en in Stad van Maskers vestigt hij zich in Bellezza. In boek 5, Stad van Schepen lukt het hem om de stravaganti naar andere steden te laten stravageren. Dr. Dethridge trouwt aan het einde van het eerste deel met Leonora Gasparini, de zus van Arianna's pleegvader Gianfranco. Tevens werpt hij zich op als pleegvader van Lucien wanneer deze voorgoed strandt in Bellezza.
Leonora Gasparini (Leonora Crinamorte)
De zus van Gianfranco, Arianna's pleegvader. Als straf voor haar ongehoorzaamheid wordt Arianna naar Leonora gestuurd om een tijdje in Bellezza te wonen. Leonora trouwt aan het einde van Stad van Maskers met dr. Dethridge (in Talia bekend als Guglielmo Crinamorte) en werpt zich op als pleegmoeder van Luciano wanneer die in Talia strandt.
Rinaldo Di Chimici
De Remaanse ambassadeur en de antagonist van het eerste boek. Hij beraamt meerdere moordaanslagen op de duchessa van Bellezza, Silvia, en is in de overtuiging dat de laatste van die aanslagen gelukt is. In Stad van Bloemen wordt hij kardinaal in de kerk en in het zesde boek paus. Deze titel draagt hij echter maar even, want op de bruiloft van Luciano en Arianna wordt hij vermoord. Dr. Dethridge noemt hem 'Ronald den Chemist'. Rinaldo wordt beschreven als een zenuwachtige, weke man die veel parfum draagt. Hij kan slecht tegen de geuren van de Bellezziaanse kanalen en bedekt daarom zijn mond en neus met een sterk ruikende zakdoek.

### Remora
Georgia O'Grady (Giorgo Credi)
Ze stravageert in het tweede boek in de reeks van Islington naar Remora, waar ze kennismaakt de Stellata; een grote paardenrace die het evenement van het jaar is. Georgia doet niets liever dan paardrijden. Ze heeft kort, jongensachtig haar en draagt een piercing in haar wenkbrauw. Ze had een oogje op Lucien toen hij nog bij haar op school zat, en voelde zich ook in Talia aangetrokken tot Luciano, maar nadat Falco di Chimici (Nicholas Hertog) naar Engeland is gestravageerd realiseert ze zich eindelijk dat ze Lucien moet loslaten.
Paolo Montalbano
De vijfde stravagante met wie in de reeks wordt kennisgemaakt. Hij is stalhouder van de twaalfde van de Ram in Remora en heeft zijn bestaan als stravagante lang geheim gehouden, zelfs voor zijn eigen zoon Cesare. Hij wordt beschreven als een brede, sterke man. Dr. Dethridge noemt hem 'signor Paul'.
Cesare Montalbano
De zoon van Paolo de stalhouder. Hij is Georgia's gids en vriend in Remora. Dr. Dethridge noemt hem 'Caesar'. Cesare is een buitengewoon goede ruiter en zijn grootste droom is om mee te doen aan de Stellata op Arcangelo.
Falco di Chimici (Nicholas "Nick" Hertog)
De vierde en jongste zoon van Niccolo di Chimici. Na een ongeluk met een paard is Falco invalide geworden, en de doktoren in zijn wereld kunnen hem niet genezen. Geholpen door Luciano en Georgia stravageert hij naar de moderne wereld, waar hij geadopteerd wordt door de Mulhollands, de ouders van Lucien. Net als Lucien heeft Falco donker, krullend haar.
Gaetano di Chimici
De derde zoon van hertog Niccolo. Hij is anders dan de meeste andere leden van de Di Chimci-familie: hij interesseert zich veel meer in wetenschap en filosofie dan politieke machtsspelletjes. Zijn vader wil dat hij trouwt met Arianna, de duchessa van Belleza, maar uiteindelijk trouwt Gaetano in boek 3 met zijn nichtje Francesca, op wie hij altijd al een oogje heeft gehad.
(Groot)Hertog Niccolo di Chimici
Het hoofd van de Chimici-dynastie en vader van vier zonen (Fabrizio, Carlo, Gaetano, en Falco) en een dochter (Beatrice). Hij wil niets liever dan de geheimen van de stravaganti achterhalen en die voor zijn eigen doeleinden gebruiken. Hij is een rijk en machtig man die constant plannen maakt om nog meer macht te vergaren. In boek 3 sterft hij na een duel met Luciano, wiens degen door Enrico met gif is ingesmeerd.
Ferdinando di Chimici (Paus Clementius IV)
De broer van Groothertog Niccolo, en tevens Paus van Talia en prins van Remora. In tegenstelling tot zijn broer is hij niet kwaadaardig, maar hij is zwak van wil en geniet vooral van lekker en veel eten.

### Giglia
Sky Meadows (Celestino Pascoli)
De stravagante van Stad van Bloemen. Hij is vaak uitgeput omdat hij voor zijn zieke moeder moet zorgen. Sky komt in de Heilige-Maria-tussen-de-wijnranken, een klooster in Giglia, terecht en leert de stad kennen met behulp van Sandro, een zwerfjongetje en spion voor Enrico. Sky doet alsof hij een novice is om niet op te vallen in Talia, en neemt later ook de vermomming van jonge edelman aan. Sky is verlegen en heeft naast Georgia en Nick Hertog niet veel vrienden. Nicholas leert hem schermen. Sky is verliefd op Alice Greaves en de twee vormen een tijdlang een stelletje, maar Alice wil niets van stravagatie weten. Uiteindelijk vormen Sky en Isabel een koppel.
Sulien Fabriano (broeder Sulien)
De abt van de Heilige-Maria-tussen-de-wijnranken en een van de stravaganti in Giglia. Hij komt oorspronkelijk uit Bellezza. Sky, de stravagante van het derde deel, komt aan in zijn cel in het klooster. Sulien heeft een goede invloed op Sandro, de spion van Enrico. Hij weet hertog Niccolo te redden na een vergiftigingspoging door de Nucci's, maar kan hem na het duel met de vergiftigde degen niet meer helpen.
Sandro (broeder Sandro)
Een zwerver uit Giglia die voor "de Aal" (Enrico) werkt in het derde deel. Hij adopteert een zwerfhondje (Fratello/Broeder Hond). Later wordt hij novice in het klooster van de Heilige-Maria-tussen-de-wijnranken.
Giuditta Miele
Een stravagante in Giglia. Ze is beeldhouwster van beroep, en heeft opdracht gekregen om een marmeren beeld van Arianna te maken. Zij ontvangt Alice in haar atelier, en spreekt haar naam dan uit als 'Alietsjee'. Giuditta is een stoere dame die zich niet snel van haar stuk laat brengen. In Stad van Bloemen komt ze twee keer naar Engeland.
Fabrizio di Chimici
De oudste zoon van Groothertog Niccolo en erfgenaam van zijn vaders titel. Hij is gedreven om de dood van zijn vader en jongste broer te wreken op de stravaganti, en teleurgesteld dat zijn vrouw Caterina en broer Gaetano deze gevoelens niet delen. Fabrizio is bijzonder gesteld op zijn zoontje, Falco Niccolo Carlo di Chimici, bijgenaamd "Bino".

### Padavia
Matt Wood (Matteo Bosco)
De stravagante van Stad van Geheimen. Hij komt terecht in Padavia en gaat daar werken in een geheime drukkerij. Matt is erg slim en hoewel hij in zijn eigen wereld dyslectisch is, heeft hij daar in Talia geen last van (vergelijkbaar met Luciens kanker, die nooit met hem meereisde naar Bellezza).
Professor Constantin
Stravagante in Padavia. Constantin is tevens professor aan de universiteit van Padavia, en de rector van Luciano. Hij helpt met de bevrijding van dertig Manoush op de brandstapel. Hij heeft een geheime drukkerij over alle dingen die door de Di Chimici's verboden zijn (vallend onder "Zwarte Kunst"). Dr. Dethridge noemt hem 'Constantinus'.

### Classe
Isabel 'Bel' Evans (Isabella)
De vijfde stravagante die van Londen naar Talia gaat. Ze stravageert naar Classe en wordt daar opgevangen door Flavia, een stravagante in die stad. Isabels tweelingbroer Charlie is in bijna alles net een beetje beter dan zij. Isabel probeert zich daarom zo onopvallend mogelijk te gedragen, zodat ze maar niet met hem vergeleken wordt. Later wordt Sky haar vriend. Isabel heeft blond haar en donkerbruine ogen. Op de Corteo-kaarten is ze de lentemaagd.
Flavia
Een stravagante in Classe. Ze is een welgestelde handelaarster en marktmeesteres in Classe, met twee handelsschepen en een rijkelijk versierd huis. Ze heeft goede connecties in Classe, onder andere met hertog Germano en mozaïekmaker Fausto Ventura. Ze heeft een moeilijke relatie met haar zoon Andrea.
Andrea
Flavia's zoon, een piraat. Hij is gesteld op Isabel, die hij "Bella Isabella" noemt. Hij werpt zich op als dubbelspion tussen het Poortvolk en hertog Germano. Andrea vertelt Isabel dat hij zijn vader vermoord heeft en daarom vogelvrij verklaard is. Aan het einde van deel vijf blijkt dat Flavia een affaire heeft gehad met mozaïekmaker Fausto, waar Andrea uit voortgekomen is. Hij verliest zijn onderbeen in de zeeslag om Classe.
Filippo Nucci
De enige zoon van Matteo en Graziella Nucci die het bloedbad in Giglia heeft overleefd. Filippo is een vriendelijke en zachtaardige jongeman, die geen wrokgevoelens koestert tegenover de Chimici's.
Beatrice di Chimici
De enige dochter van Groothertog Niccolo, prinses van Giglia. Ze vlucht naar Bellezza als haar oudste broer Fabrizio zijn plannen bekendmaakt om haar te laten trouwen met Filippo di Chimici, haar neef.
Hertog Germano Mariano
De hertog van Classe, een gerespecteerd man. Hij en zijn vrouw Anna hebben een aantal kinderen, maar die zijn niet geïnteresseerd in het overnemen van de titel van hun vader. Zijn stad heeft sterke banden met Bellezza en Padavia.

### Fortezza
Laura Reid
De stravagante uit Stad van Zwaarden. Ze komt voor het eerst voor in Stad van Schepen als vriendin van Isabel en Ayesha. Laura is erg ongelukkig en dat uit zich in zelfverminking. Haar talisman is een zilveren dolk uit de winkel van Mortimer Goldsmith.
Fabio della Spada
Een zwaardsmit en de stravagante van Fortezza. Hij wordt Laura's mentor.
Ludovico "Ludo" Vivoide
Een neef van Aurelio en Raffaella Vivoide. Hij is slechts half Manoush en heeft dan ook rood haar, in tegenstelling tot het donkere haar van de meeste Manoush. Hij verschijnt voor het eerst in het vierde boek en komt terug in deel vijf. In Stad van Zwaarden bedreigt hij Lucia's claim op de troon van Fortezza.

### Andere Talianen
Enrico Poggi
Spion en huurmoordenaar. In de eerste drie delen werkt hij voor de Chimici's: eerst voor Rinaldo, later voor hertog Niccolo en diens broer de paus. Hij wordt meestal in een blauwe mantel beschreven. In Stad van Maskers denkt hij een geslaagde aanslag op het leven van de duchessa van Bellezza gepleegd te hebben, terwijl hij in feite zijn eigen verloofde, Giuliana (die betaald werd om de duchessa te vervangen), om het leven heeft gebracht. In Stad van Sterren gaat hij voor hertog Niccolo op zoek naar het geheim van de twaalfde van de Ram in Remora (het gevleugelde veulen Merla). Aan het einde van Stad van Bloemen ontdekt hij de ware toedracht van Giuliana's dood, en als wraak helpt hij om hertog Niccolo om het leven te brengen. In Stad van Geheimen kondigt hij aan dat hij voor de stravaganti wil werken.
Guido Parola
Wordt in het Stad van Maskers ingehuurd door Rinaldo di Chimici om duchessa Silvia te vermoorden. Het complot wordt verhinderd door Luciano, en Guido toont oprecht berouw. Silvia stuurt hem naar Egido en Fiorentino Rossi, de broers van Rodolfo, om een mandola te leren besturen. Als zij naar Padavia verhuist gaat hij met haar mee als persoonlijke bewaker. In Stad van Zwaarden trouwt Guido met Lucia di Chimici en wordt hij hertog-gemaal van Fortezza.
Filippo di Chimici
Een van de neven van Gaetano en Falco. In Stad van Geheimen is hij een tegenstander van de stravaganti. Hij probeert Luciano te vermoorden door hem te vergiftigen en hem op de snijtafel van een professor in de anatomie in Padavia te leggen. Hij stravageert per ongeluk naar Londen en komt op een Halloween-feestje terecht, maar weet na afloop niet hoe hem dat gelukt is. In Stad van Schepen vat Fabrizio di Chimici het plan op om Filippo en Beatrice met elkaar te laten trouwen, maar geen van beiden is verliefd op de ander.
Valeria en Gianfranco Gasparini
Arianna's pleegouders. Arianna komt hier echter pas op haar vijftiende achter: voor die tijd gelooft ze dat Valeria en Gianfranco haar biologische ouders zijn. De twee wonen op het eiland Torrone, waar Gianfranco curator van het plaatselijke museum is.

### Anderen in Engeland
Vicky en David Mulholland
De ouders van Lucien. In Stad van Maskers zijn ze erg bezorgd om hun zoon en hun wereld stort in als hij overlijdt. In Stad van Geheimen kan Lucien - inmiddels Luciano - nog een keer met hen praten om het een en ander uit te leggen. Vicky en David worden de pleegouders van Nick Hertog (Falco di Chimici). In Stad van Schepen vertellen Nick/Falco en Georgia hun het hele verhaal. In het zesde deel besluit Vicky om de bruiloft van haar zoon bij te wonen in Bellezza.
Maura O'Grady
Georgia's moeder. Ze is maatschappelijk werkster in Islington en heeft een relatie Ralph, de vader van Russell.
Russell
Georgia's stiefbroer. Hij pest Georgia en is gemeen tegen haar, maar op school vinden veel meisjes hem knap. Als Ralph en Maura hem betrappen bij zijn pesterijen gaat hij in therapie. Aan het einde van Stad van Sterren verhuist Russell naar Sussex om een opleiding te volgen, en laat hij het gestolen paardenbeeldje, Georgia's talisman, achter.
Mortimer Goldsmith
De eigenaar van een antiekwinkeltje. Georgia raakt bevriend met hem en meneer Goldsmith kan het ook erg goed met Falco (die hij kent als Nicholas Hertog) vinden. De talismannen van Luciano, Georgia, Matt en Laura komen uit zijn winkel. In het laatste boek vertellen de Barnsbury-stravaganti hem over Talia.
Aurelio en Raffaella Vivoide
Zij horen bij de Zinti, een zigeunervolk in Talia. Zelf noemen ze zich Manoush. Aurelio is blind, maar heeft het Tweede Gezicht. Hij is een getalenteerde harpspeler.
Alice Greaves
Georgia's beste vriendin in Stad van Sterren. Ze leren elkaar kennen als Alice bij Georgia in de klas komt, en Georgia gaat ook mee naar Alice' vader in Devon, waar de twee veel paardrijden. In Stad van Bloemen krijgen Sky en Alice verkering, maar dit wordt lastig als Sky's moeder en Alices vader ook in elkaar geïnteresseerd blijken te zijn. Alice stravageert één keer, maar moet niets van Talia hebben. In Stad van Schepen maakt ze het uit met Sky, die later iets krijgt met Isabel.
Ayesha
De vriendin van Matt in Stad van Geheimen. Ze is van Aziatische afkomst en heel erg knap. Ze is matig geïnteresseerd in Talia en voelt er niets voor om zelf ook eens een uitstapje naar Padavia te maken. Ze steunt daarentegen de Engelse stravaganti en helpt hen als ze een alibi nodig hebben.
Charlie Evans
De tweelingbroer van Isabel. Isabel vindt dat hij in alles beter is dan zij en vergelijkt zich constant met hem. Halverwege Stad van Schepen komt Charlie eerst in Talia en later in het zestiende-eeuwse Engeland terecht, en moet Isabel hem redden voordat hij er voor altijd strandt. Hierna bewondert hij zijn zus enorm.